# Голованов, Николай Семёнович
Никола́й Семёнович Голова́нов (9 [21] января 1891, Москва — 28 августа 1953, там же) — русский и советский дирижёр, хормейстер, пианист, композитор, педагог. Народный артист СССР (1948).

## Биография
Родился 9 (21 января) 1891 года в Москве в бедной мещанской семье.
В 1909 году окончил Московское Синодальное училище церковного пения со званием регента 1-го разряда (обучался у В. С. Орлова и А. Д. Кастальского).
С 1909 года выступал как хоровой дирижёр и композитор. Работал дирижёром Синодального хора. В 1913 году выступил в Певческой академии Берлина во время торжеств по поводу 100-летия Лейпцигской битвы.
В 1914 году окончил Московскую консерваторию по классу композиции С. Н. Василенко и М. М. Ипполитова-Иванова.
В 1915 году впервые выступил как симфонический дирижёр в концерте оркестра Большого театра и был принят в театр помощником хормейстера. Работал в Большом театре в должности дирижёра в 1919—1928 и 1930—1936 годах, дебютировав в опере «Сказка о царе Салтане» Н. А. Римского-Корсакова. Увольнение из театра в 1928 году следовало за многочисленными обвинительными публикациями в центральной прессе, критиковавшими деятельность дирижёра с идеологических позиций[≡]. В 1948—1953 — главный дирижёр Большого театра.
«Головановщина» есть явление антисоветского порядка. Из этого, конечно, не следует, что сам Голованов не может исправиться, что он не может освободиться от своих ошибок, что его нужно преследовать и травить даже тогда, когда он готов распроститься со своими ошибками, что его надо заставить таким образом уйти за границу.
С 1919 года активно участвовал в работе оперной студии, организованной К. С. Станиславским при Большом театре, преобразованной в 1926 году в Оперную студию-театр, а в 1928 — в Оперный театр им. К. С. Станиславского (ныне Московский академический музыкальный театр имени К. С. Станиславского и Вл. И. Немировича-Данченко), руководителем оперного отдела которого стал в 1938 году. Совместно с режиссёром M. H. Кедровым участвовал в работе над постановкой опер: «Чио-Чио-Сан» Дж. Пуччини, «Виндзорские проказницы» О. Николаи, «Княжна Мэри» В. А. Дехтерёва, «Дмитрий Донской» В. Н. Крюкова.
В 1926—1929 годах возглавлял симфонический оркестр Московской филармонии («Софила»). В 1929 году создал Оперный радиотеатр. В 1930-м стал главным дирижёром этого театра и московского радиоцентра.
В 1937—1953 годах — художественный руководитель и главный дирижёр Большого симфонического оркестра Всесоюзного радиокомитета (ныне Большой симфонический оркестр имени П. И. Чайковского) и Оперного радиотеатра Всесоюзного радиокомитета.
Одновременно, в 1936—1947 годах выступал с Оркестром народных инструментов (ныне — имени Н. П. Осипова), в 1937—1940 — с Государственным духовым оркестром СССР.
Во время войны, находясь в Москве, продолжал давать концерты, работал на радио.
В 1916—1944 годах как пианист часто выступал в качестве аккомпаниатора вместе с женой, певицей А. Неждановой, И. С. Козловским, М. О. Рейзеном, М. П. Максаковой, Н. Д. Шпиллер.
С 1907 года вёл педагогическую деятельность в Синодальном училище. В 1925—1929 и 1943—1944 годах преподавал в Московской консерватории — профессор оркестрового и оперного классов. Среди учеников — дирижёры Л. М. Гинзбург и М. Н. Жуков.
Умер 28 августа 1953 года в посёлке Николина Гора (ныне Одинцовский район Московской области) (по другим источникам — в Москве). Похоронен в Москве на Новодевичьем кладбище (участок № 3, ряд 22). Музей-квартира (филиал ВМОМК имени М. И. Глинки) находится в Брюсовом переулке, д. 7, кв. 10.

### «Головановщина»
Во второй половине 1920-х годов против Н. Голованова была развязана кампания политической травли — борьба с так называемой «головановщиной». По мнению группы трудящихся (месткома, профкома, комитета ВЛКСМ) во главе с партийной ячейкой ГАБТа, при непосредственном участии композитора С. Н. Василенко и дирижёра А. М. Пазовского, Н. Голованов стремился «перенести в советский театр старые, буржуазные нравы и методы работы», был чересчур «консервативным» (в действительности — противился постановкам новых опер советских композиторов 20-х годов), отказывался продвигать молодых артистов, поддерживал «несправедливо высокие» размеры гонораров ведущим музыкантам. Кампания получила большой резонанс в средствах массовой информации и привлекла внимание И. В. Сталина. Статьи в прессе носили агрессивный, «обличительный» характер:

Нужно открыть окна и двери Большого театра, иначе мы задохнёмся в атмосфере головановщины. Театр должен стать нашим, рабочим, не на словах, а на деле. Без нашего контроля над производством не бывать театру советским. Нас упрекают в том, что мы ведём кампанию против одного лица. Но мы знаем, что если нужно что-нибудь уничтожить, следует бить по самому чувствительному месту. Руби голову, и только тогда отвратительное явление будет сметено с лица земли. Вождём, идейным руководителем интриганства, подхалимства является одно лицо — Голованов.— Комсомольская правда № 127 (912), 2 июня 1928 года.
Принятые партией и комсомолом «меры» обеспечили «преодоление головановщины» и имели результатом увольнение дирижёра в 1928 году, в 1930-м Голованов был восстановлен в должности, в 1936-м вновь уволен, в 1948-м восстановлен[^]. Тогда же был удостоен звания народного артиста СССР (в 1925 г. Сталин не стал настаивать на присвоении Голованову звания заслуженного артиста республики), а годом позже в 1949 получил Сталинскую премию первой степени за постановку «Бориса Годунова».

### Семья
- жена — Антонина Васильевна Нежданова (1873—1950), оперная певица, педагог. Народная артистка СССР (1936). Брак не был зарегистрирован.

## Творчество
Звучание оркестра Н. Голованова отличали идеальная фразировка, динамизм интерпретации, гармоничное сочетание симфонических и драматических элементов театрального действия. Под его управлением состоялись первые исполнения Всенощного бдения А. Т. Гречанинова, Пятой, Шестой (1924), Двадцатой (1940), Двадцать второй (премьера в Москве, 1942) и Двадцать третьей симфоний Н. Я. Мясковского, Второй симфонии Т. Н. Хренникова, «Симфонических танцев» (1943), Третьей симфонии (1943) С. В. Рахманинова, Пятого концерта для фортепиано с оркестром (1932), Четвертой симфонии (1933) С. С. Прокофьева.
Н. Голованов допускал активное вмешательство в авторский текст. Курт Зандерлинг, признавая, что в 1940-е годы Голованов как дирижёр был для него наиболее интересен, при этом отмечал:

Голованов как никто умел заставить оркестр исполнять то, что хочет дирижёр, и в ритмическом, и в звуковом отношении. Но то, что он делал с музыкой, — почти преступно. Он все переворачивал по-своему, выравнивал все темпы. Я помню, он «Картинки с выставки» играл без интерлюдий. Он играл «Реквием» Моцарта с бас-трубой! <…> Голованов, думаю, умел всё, но интересен был больше в опере.— Интервью Зандерлинга интернет-изданию «Русский журнал» (2007)
В 1923 году вместе с режиссёром В. А. Лосским поставил знаменитый спектакль-капустник «Севильский цирюльник дыбом», пародировавший авангардную режиссуру, в частности, Вс. Мейерхольда. Все женские роли исполняли мужчины, мужские — женщины.
Н. Голованов — автор ряда оригинальных сочинений. Музыка практически не исполнялась после его смерти, но сейчас переживает возрождение: в сезонах 2009—2012 ряд оркестровых сочинений был исполнен Российским Национальным оркестром под управлением М. Плетнева, Московский Синодальный хор осуществил исполнения духовных сочинений, а его фортепианная музыка также начинает периодически звучать в концертах.

### Некоторые сочинения
- Опера-кантата «Принцесса Юрата» (на сюжет балтийской легенды, 1914)
- Опера «Богатырский курган» (по Г. Ибсену)
- Симфония
- Увертюра на русские темы
- Соната для фортепиано
- «Эстампы» для фортепиано
- «Lamento» для скрипки/виолончели/голоса и фортепиано
- Романсы (более 200)
- Духовные сочинения
- Две симфонических поэмы (в том числе «Саломея» к постановке одноимённой пьесы О. Уайльда, Малый театр)
- Оркестровые сюиты
- Обработки народных песен разных стран.

### Дирижёрские постановки
Оперы
- 1920 — «Князь Игорь» А. П. Бородина
- 1921 — «Евгений Онегин» П. И. Чайковского
- 1923 — «Ночь перед Рождеством» Н. Римского-Корсакова
- 1924 — «Прекрасная Елена» (оперетта) Ж. Оффенбаха
- 1925 — «Сорочинская ярмарка» М. П. Мусоргского в редакции Ю. С. Сахновского
- 1926 — «Майская ночь» Н. А. Римского-Корсакова
- 1927 — «Любовь к трём апельсинам» С. С. Прокофьева
- 1931 — «Руслан и Людмила» М. И. Глинки
- 1931 — «Псковитянка» Н. Римского-Корсакова
- 1932 — «Золотой петушок» Н. А. Римского-Корсакова
- 1934 — «Сказание о невидимом граде Китеже и деве Февронии» Н. А. Римского-Корсакова
- 1936 — «Тихий Дон» И. И. Дзержинского
- 1948 — «Борис Годунов» М. П. Мусоргского
- 1949 — «Садко» Н. А. Римского-Корсакова
- 1950 — «Хованщина» М. П. Мусоргского
- «Пиковая дама» П. И. Чайковского
- «Царская невеста» Н. А. Римского-Корсакова
- «Иван Сусанин» М. И. Глинки.

Балеты
- 1921 — «Петрушка» И. Ф. Стравинского
- 1923 — «Грот Венеры» (балетная сцена из оперы «Тангейзер») Р. Вагнера
- 1923 — «Испанское каприччио» на музыку Н. А. Римского-Корсакова
- 1923 — «Шехеразада» на музыку Н. А. Римского-Корсакова

### Фильмография
- 1951 — Большой концерт — Дирижёр («Князь Игорь»)

### Литературные сочинения
- Записная книжка ученика IV класса Московского Синодального училища церковного пения Н. Голованова 1903/04 уч. г. // Русская духовная музыка в документах и материалах. Т. 1: Синодальный хор и училище церковного пения. Воспоминания. Дневники. Письма. М., 1998;
- Этюд о Прокофьеве / Публ. О. Захаровой // Сергей Прокофьев. Воспоминания. Письма. Статьи. М., 2004.

## Награды и звания
- заслуженный деятель искусств РСФСР
- народный артист РСФСР (1943)
- народный артист СССР (1948)
- Сталинская премия первой степени (1946) — за концертно-исполнительскую деятельность
- Сталинская премия первой степени (1949) — за оперный спектакль «Борис Годунов» М. П. Мусоргского[12]
- Сталинская премия первой степени (1950) — за оперный спектакль «Садко» Н. А. Римского-Корсакова
- Сталинская премия первой степени (1951) — за оперный спектакль «Хованщина» М. П. Мусоргского
- орден Ленина (27.05.1951)
- орден Трудового Красного Знамени (02.06.1937) — за выдающиеся заслуги в деле развития оперного и балетного искусства
- медаль «За оборону Москвы» (1949)
- медаль «За доблестный труд в Великой Отечественной войне 1941—1945 гг.»[13]
- медаль «В память 800-летия Москвы»